# Reichsbahndirektion Stuttgart

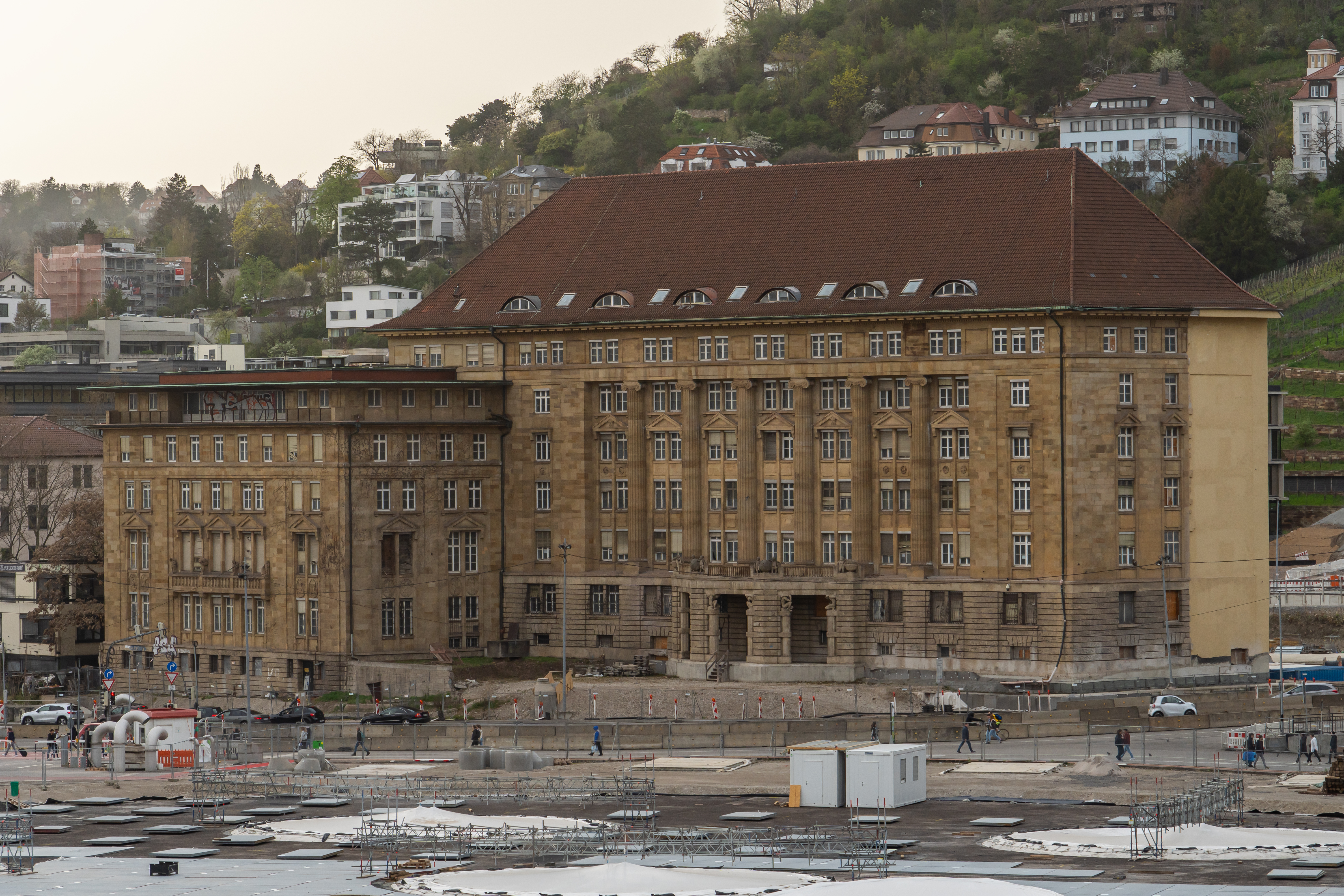
Gebäude der ehemaligen Bahndirektion im März 2024 (Südseite)

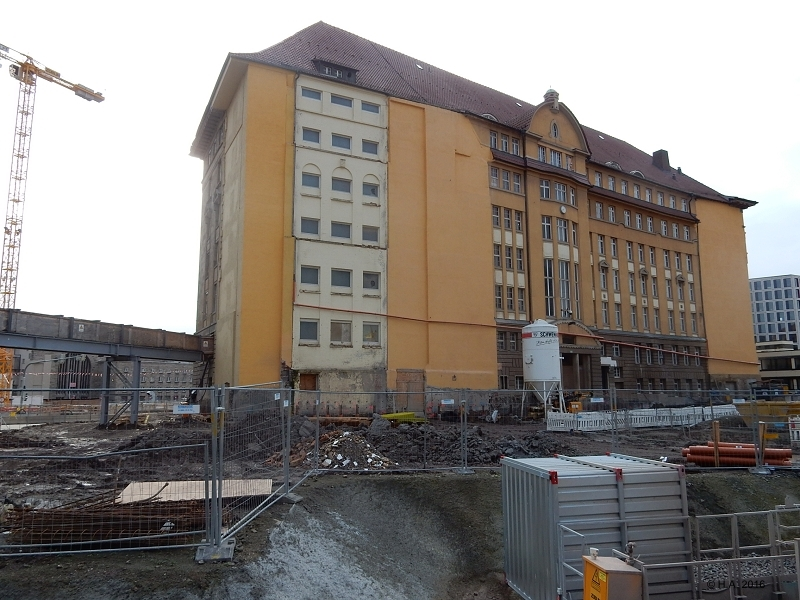
Gebäude der ehemaligen Bahndirektion im Januar 2016 (Nordseite)

Die Reichsbahndirektion Stuttgart (RBD Stuttgart) war ein Verwaltungsbezirk der Deutschen Reichsbahn und Nachfolgerin der Direktion der Königlich Württembergischen Staats-Eisenbahnen.

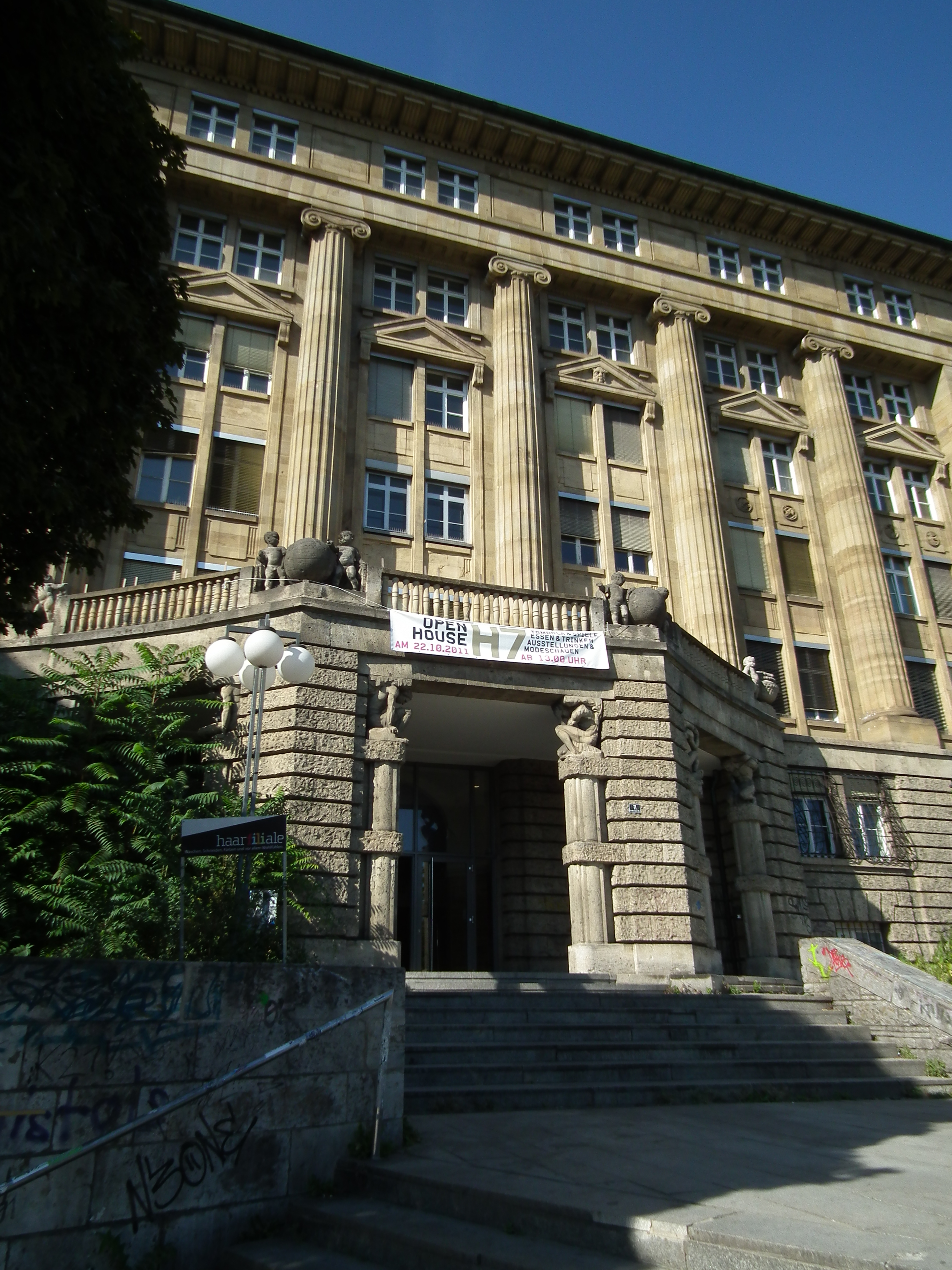
Hauptportal ehemalige Bundesbahndirektion (2011)

Nachfolger der RBD Stuttgart zu Zeiten der Deutschen Bundesbahn war die Bundesbahndirektion Stuttgart (BD Stuttgart). Im Zuge der Bahnreform entstand am 1. Januar 1994 aus der Deutschen Bundesbahn und der Deutschen Reichsbahn die Deutsche Bahn AG. Die Aufgaben der BD Stuttgart gingen dabei in den Organisationsstrukturen der einzelnen neu gebildeten Geschäftsbereiche der Deutschen Bahn auf, so beispielsweise beim Geschäftsbereich Nahverkehr in den Regionalbereich Nahverkehr Württemberg oder beim Geschäftsbereich Netz in den Regionalbereich Südwest mit Sitz in Karlsruhe.

## Zuständigkeitsbereich
Das Gebiet dieser Reichsbahndirektion erstreckte sich über ganz Württemberg und den äußersten Nordosten Badens bis an den Main. Bedeutende Strecken innerhalb der Direktion waren:
- die frühesten württembergischen Strecken:
  - Heilbronn–Stuttgart (Württembergische Nordbahn)
  - Stuttgart–Ulm (Württembergische Ostbahn, mit der Überquerung der Schwäbischen Alb mittels der Geislinger Steige)
  - Ulm–Biberach–Friedrichshafen (Württembergische Südbahn)
- sowie
  - die Strecke Stuttgart–Horb–Tuttlingen–Immendingen
  - die Strecke Wertheim–Lauda–Crailsheim–Aalen–Ulm
  - die Strecke (Würzburg–) Lauda–Bad Friedrichshall-Jagstfeld–Heilbronn
  - die Strecke Stuttgart–Crailsheim (–Nürnberg)
  - die Strecke Ulm–Tuttlingen entlang der oberen Donau

Zum 2. April 1929 kam es zu einer Neuorganisation der Direktion. Bis dahin bestanden 8 Betriebsämter (für Bau und Betrieb) und fünf Verkehrsämter. Nun gab es 14 Reichsbahn-Betriebsämter und fünf Reichsbahn-Verkehrsämter:
Reichsbahn-Betriebsämter
1. Aalen
2. Böblingen
3. Calw
4. Crailsheim
5. Eßlingen
6. Friedrichshafen
7. Heilbronn
8. Leutkirch
9. Reutlingen
10. Rottweil
11. Sigmaringen
12. Stuttgart 1
13. Stuttgart 2
14. Ulm

Reichsbahn-Verkehrsämter
1. Heilbronn
2. Stuttgart 1
3. Stuttgart 2
4. Tübingen
5. Ulm

## Gebäude
Die Direktion hatte Sitz in dem 1914 fertiggestellten Direktionsgebäude in der Heilbronner Straße 7, einem Bau des Architekten Martin Mayer (1878–1925). Der Neubau entstand im zeitlichen Zusammenhang mit der Verlegung des Stuttgarter Hauptbahnhofs an den heutigen Standort.
In den Jahren 2003 und 2005 diente das Gebäude als Ausweichquartier für Teile der Stuttgarter Stadtverwaltung während das Rathaus saniert wurde. Im Anschluss daran waren Clubs und Büros als Zwischennutzung im Gebäude untergebracht, diese endete Ende 2011.

### Untertunnelung im Zuge von Stuttgart 21

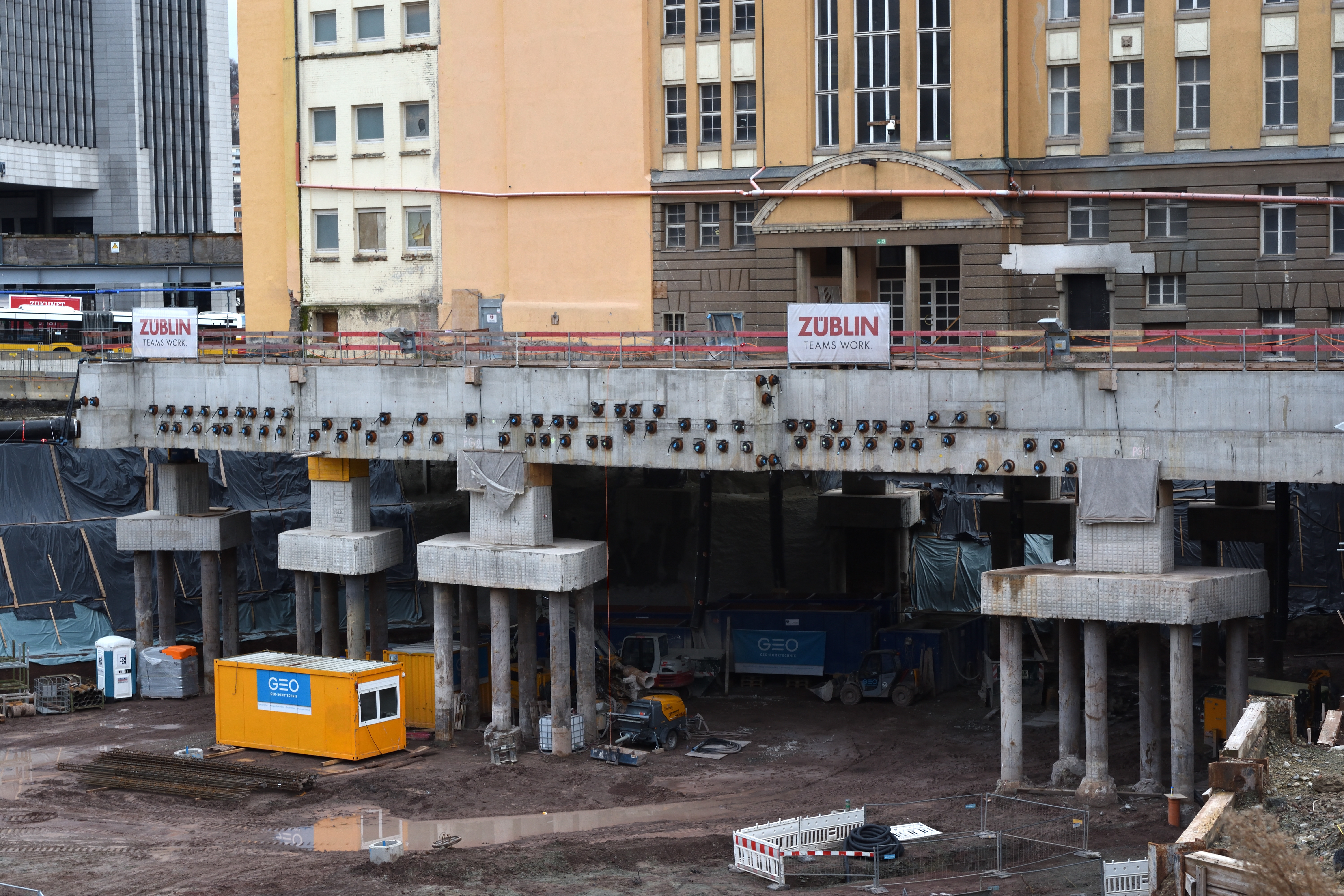
Die ehemalige Bahndirektion, auf Pfeiler gesetzt (Dezember 2017)

Im Zuge des Baus des neuen Stuttgarter Hauptbahnhofs (als Teil von Stuttgart 21) wurde das Direktionsgebäude ab 2017 untergraben und auf eine 1,3 m dicke Betonplatte gesetzt. Diese ruhte ihrerseits auf einigen Stützen, zwischen denen die Baumaschinen und -Fahrzeuge rangieren konnten. Ursprünglich hatte die Bahn den Abriss und Wiederaufbau des 1911–1912 erbauten Gebäudes angestrebt, die Stadt Stuttgart bestand jedoch auf dem Erhalt. Im Rahmen des Projekts wurde bereits 2012 der rückwärtige Flügel des Gebäudes abgerissen.

### Zukunft
Nach Abschluss der Arbeiten an Stuttgart 21 soll das Areal rund um das Direktionsgebäude grundlegend neu geordnet werden. Dazu führte die Stadt Stuttgart im Jahr 2018 einen städtebaulichen Ideenwettbewerb durch, in dem sich ein Entwurf von KSP Jürgen Engel Architekten durchsetzte.